# 李峯
李峯（1893年—1969年4月），字助天。吉林省延吉縣人。民國37年（1948年）在松江省選區當選第一屆立法委員。

## 生平
- 1917年考取公費留學日本早稻田大學，曾參加同盟會，並組織「新中學會」，回國後，離鄉遁逸吉林省城永言，在吉林省政府任職，延吉道尹公署任職[2]
- 歷任遼寧省洮安縣縣長，遼寧省警官高等學校教育長、河南省警官訓練所副所長
- 民國27年2月25日，署河南省襄城縣縣長[3]，32年1月15日免[4]
- 民國30年7月7日，署陝西省華陰縣縣長[5]，32年1月4日呈請辭職[6]
- 民國32年1月11日，署河南省靈寶縣縣長[7]，33年2月3日免[8]
- 民國33年5月20日，派河南省第十區行政督察專員兼保安司令[9]，33年10月13日免[10]
- 河南省許昌縣縣長
- 民國37年，當選立法委員，曾出席第一屆立法院第一會期
- 1949年後北京社會主義大學學習後，任內務部參事。其間加入了中國國民黨革命委員會，任民革中央團結委員。「文化大革命」中受審查
- 1969年4月逝世，終年七十四歲，骨灰移以北京八寶山革命公墓